# Miralrío
Miralrío es un municipio y localidad española de la provincia de Guadalajara, en la comunidad autónoma de Castilla-La Mancha. El término municipal tiene una población de 55 habitantes (INE 2024).      

## Historia

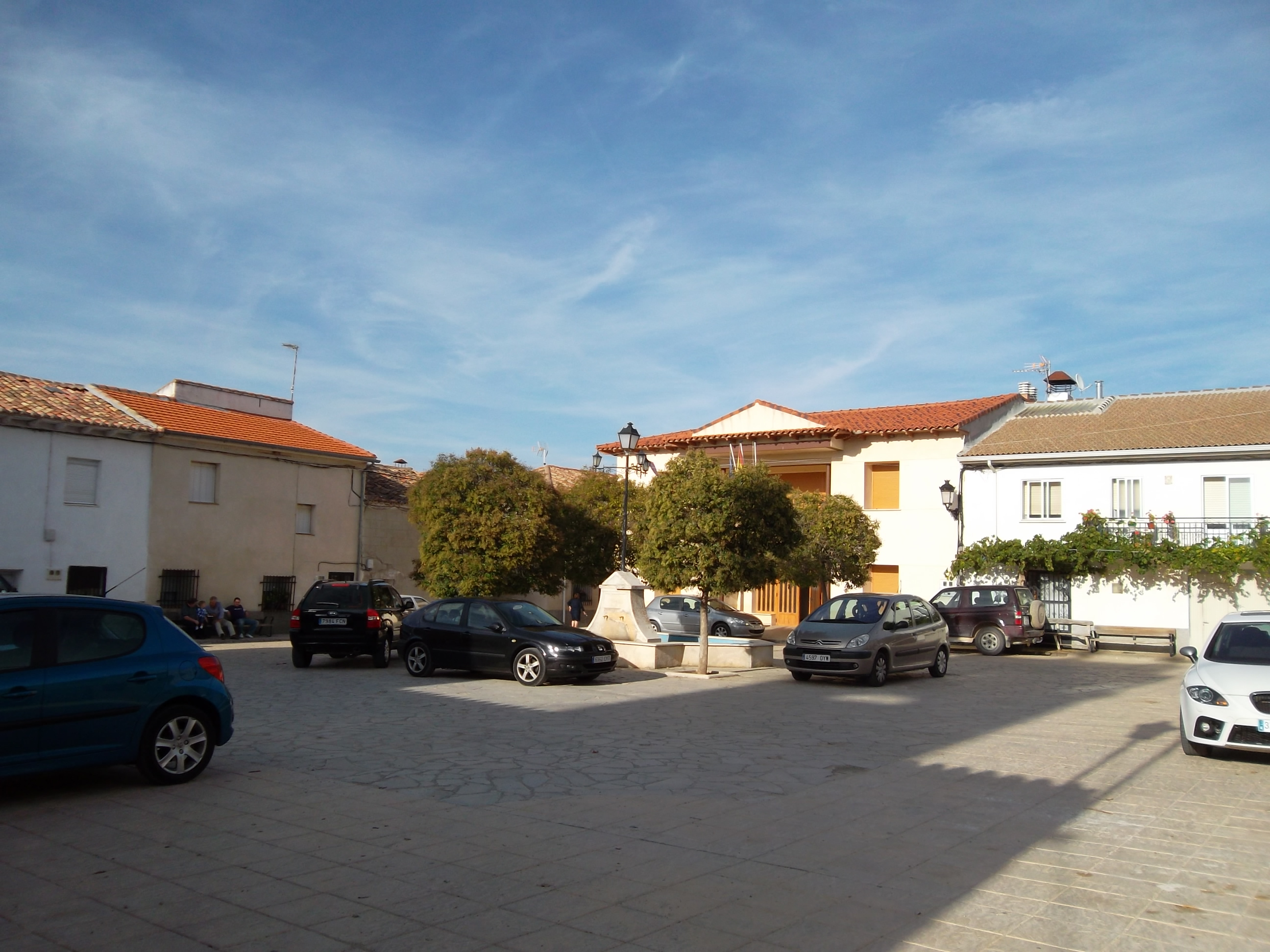
Plaza Mayor y ayuntamiento

Hacia mediados del siglo XIX el lugar contaba con una población censada de 480 habitantes. La localidad aparece descrita en el undécimo volumen del Diccionario geográfico-estadístico-histórico de España y sus posesiones de Ultramar de Pascual Madoz de la siguiente manera:

MIRA EL RIO: v. con ayunt. en la prov. de Guadalajara (6 leg.), part. jud. de Brihuega (3), aud. terr. de Madrid (16), c. g. de Castilla la Nueva, dióc. de Sigüenza (6): sit. en alto con libre ventilacion y clima sano, sin que se conozcan mas enfermedades especiales que algunas fiebres intermitentes: tiene 120 casas, la consistorial; escuela de instruccion primaria frecuentada por 40 alumnos á cargo de un maestro dotado con 3 celemines de trigo por cada uno de los niños que solo leen, y 6 por los que ya escriben; una igl. parr. (San Jorge) servida por un cura y un sacristan; el cementerio se halla á 250 pasos de la pobl. en punto que no perjudica á la salud pública, y le sirve de capilla una ermita (La Sma. Trinidad) unida al mismo: confina el térm. con los de Villanueva de Argecilla, Utande, Casas de San Galindo y Jadraque; dentro de él se encuentran una fuente de buenas aguas que ademas de proveer al vecindario para beber y demas usos domésticos, surte á un lavadero y proporciona riego á varias huertas; varias otras fuentes y manantiales; dos ermitas mas, La Soledad y San Roque, y el desp. de Salaices: el terreno participa de llano y sustancioso, y de quebrado y pedregoso; comprende 3 montes de mata baja de chaparro y otros arbustos; le bañan el r. Henares cuyas aguas no se aprovechan, y el Bornova que fertiliza la hermosa vega. caminos: los que dirigen á los pueblos limítrofes, y la carretera de Madrid á Pamplona, que atraviesa por medio de la v.; correo se recibe y despacha en la estafeta de Jadraque. prod.: trigo, cebada, centeno, avena, lentejas, arbejones, yeros, judias, patatas, vino, frutas, verduras, leñas de combustible y yerbas de pasto, con las que se mantiene ganado lanar, cabrío y mular: hay caza de perdices y liebres, y pesca de barbos, truchas y alguna anguila, ind.: la agricola y recria de ganados. comercio: esportacion del sobrante de frutos á los mercados de Guadalajara, Brihuega y Jadraque, é importacion de los art. de consumo que faltan. pobl.: 121 vec., 480 alm. cap. prod.: 1.422,000 rs. imp.: 142,200. contr.: 7,266. presupuesto municipal 3,300, se cubre con los productos de las fincas de propios.
(Madoz, 1848, p. 428)

## Demografía
Miralrío cuenta con una población de 55 habitantes (INE 2024).
| Gráfica de evolución demográfica de Miralrío entre 1842 y 2021                                                      |
| |
| Población de derecho según los censos de población del INE Población de hecho según los censos de población del INE |

## Economía

### Evolución de la deuda viva
El concepto de deuda viva contempla sólo las deudas con cajas y bancos relativas a créditos financieros, valores de renta fija y préstamos o créditos transferidos a terceros, excluyéndose, por tanto, la deuda comercial.
Entre los años 2008 a 2014 este ayuntamiento no ha tenido deuda viva.

## Fiestas patronales
Las fiestas patronales son el 23 de abril. San Jorge y el primer fin de semana de  septiembre la virgen de la caridad.